# آیت صالح
آیت صالح یک منطقهٔ مسکونی در الجزایر است که در ناحیه ثنیه واقع شده‌است. آیت صالح ۵٫۴ کیلومتر مربع مساحت دارد ۴۷۰ متر بالاتر از سطح دریا واقع شده‌است.